# Подольск (Оренбургская область)
Подо́льск — село в Красногвардейском районе Оренбургской области. Административный центр Подольского сельсовета.

## География
Село находится на расстоянии примерно 5 км (по прямой) к востоку от села Плешаново, административного центра района.

### Часовой пояс
Село Подольск, как и вся Оренбургская область, находится в часовой зоне МСК+2. Смещение применяемого времени относительно UTC составляет +5:00.

## История
Село основано немцами-меннонитами в 1891—1892 годах.

## Население
| 2010 |
| ---- |
| 703  |

### Национальный состав
Согласно результатам переписи 2002 года, в национальной структуре населения русские составляли 55 % из 797 чел и башкиры.